# Gustav-Freytag-Schule
Die Gustav-Freytag-Schule ist eine öffentliche Integrierte Sekundarschule in Berlin-Reinickendorf. Die Schule befindet sich im südöstlichen Teil von Berlin-Reinickendorf an der Breitkopfstraße, in der Nähe des Breitkopfbeckens und des Bertha-von-Suttner-Gymnasiums. Die Gustav-Freytag-Schule ist zudem als Baudenkmal denkmalgeschützt. Benannt ist sie nach dem Schriftsteller Gustav Freytag.

## Geschichte
Die Gustav-Freytag-Schule wurde in den 1950er Jahren von dem Hochbauamt unter der Leitung von Erwin Jorgas erbaut. Das Hauptgebäude wurde 1957 eröffnet.
Seit dem Schuljahr 2013/2014 ist die Gustav-Freytag-Schule eine Integrierte Sekundarschule mit den Jahrgangsstufen 7 bis 10.

## Schulprofil
Die Schule hat einen sprachlichen und musischen Schwerpunkt. So findet beispielsweise der Sprachunterricht in Englisch und Französisch verstärkt statt. In diesem Zusammenhang kann an der Gustav-Freytag-Schule in Kooperation mit dem „Centre Francais“ die DELF1 Prüfung abgelegt werden oder z. B. ein Schulpraktikum in der 9. Klasse in einer französischsprachigen Einrichtung durchgeführt werden. Die Schule bietet zudem weitere besondere Angebote in den Bereichen Musik und Theater an. Beispielsweise wird die Möglichkeit geboten, Instrumente zu erlernen, im Chor zu singen und in der Schulband zu spielen. In der Gustav-Freytag-Schule werden zwei Klassen für Neuzugänge ohne deutsche Sprachkenntnisse angeboten. Seit dem September 2016 ist eine Klasse eingerichtet, in der Schüler mit dem Förderstatus „Geistige Entwicklung“ lernen können. In Zusammenarbeit mit dem Träger „Modul e. V.“ gestaltet die Schule ein offenes Ganztagsangebot.
Das Schulgebäude verfügt neben den Fachräumen für Naturwissenschaften, Musik und Kunst und auch eine Holzwerkstatt und eine Lehrküche. Des Weiteren befindet sich auch eine Schulbibliothek im Schulgebäude. Die Schule verfügt des Weiteren über zwei Sporthallen und ein Kleinsportfeld. Das Schulgelände umfasst Tischtennisplatten und auch Basketballkörbe. Ein Großteil des Schulgebäudes ist aufgrund eines Aufzuges barrierefrei zugänglich.

## Gebäude
Das Schulgebäude wird durch seine sachlichen, konstruktive Baugliederung, als ein typisches Gestaltungsmittel der 50er Jahre, geprägt. So ist die Fassade des Hauptgebäudes mit zeittypische bunten Kacheln ausgestattet. Der Hauptteil des Gebäudes verbindet sich durch eingeschossige Verbindungsarme mit der Turnhalle im Norden und zu dem zweigeschossigen quergestellten Schulbau im Süden. Zwischen den beiden Verbindungsbauten erstreckt sich der Schulhof, der im Osten an den Sportplatz an der Reginhardstraße grenzt. Am südlichen Gelenk fügt sich nahtlos das zentrale Heizwerk, zwischen dem Hauptbau und Verbindungstrakt mit einem hohen Schornstein ein. Vor dem Hauptbau erstreckt sich ein Grünstreifen der das Bauensemble von der Breitkopfstraße abtrennt.